# 大日本古文書
『大日本古文書』（だいにほんこもんじょ）は、東京大学史料編纂所が編纂・刊行している日本史の古文書集。1901年（明治34年）に刊行が開始された。正式な呼称は「だいにっぽんこもんじょ」。

## 概要
東京大学史料編纂所がその前身の文科大学（現・東京大学文学部）史料編纂掛であった1901年（明治34年）7月に刊行されはじめた。古代から近世までの古文書を収録した古文書集である。黒板勝美・伊木寿一・相田二郎・石井進などが編纂に従事している。
その内容構成は「編年文書」・「家わけ文書」・「幕末外国関係文書」の3部。
「編年文書」は、大宝2年（702年）から宝亀10年（770年）までの古文書を編年順に集めたもので、正倉院文書が主体となった奈良時代の古文書集である。当初はすべての古文書を編年順に編纂する方針であったが、古文書の採集が刊行に追いつけそうもなかったため、編年文書は正倉院文書を主とする奈良時代の部分に限り、他の時代は社寺・旧家の所蔵別による家わけ文書とした。1901年（明治34年）刊行開始で、3部のなかで最初に刊行された。また唯一、1940年に完結している。全25巻。また、東京大学出版会によって1964年から覆刻版が順次刊行されている。
「家わけ文書」は、古代から中世の古文書を22の所蔵者別に収録したもので、大日本古文書の大半を占める。編年順に編纂する場合もあるが、所蔵状況によっては所蔵者が行っていた旧来の整理方法のまま収録したものもあり、配列が一定でない。未完結。
「幕末外国関係文書」は、嘉永6年（1853年）以降、幕末における外交関係の文書を集めたもの。明治43年（1910年）刊行開始。元来は外務省の外交文書集編纂業務だったが、東京帝国大学に移管されて大日本古文書の一部となったものである。既刊51冊・付録7冊で、2024年現在刊行中。

## 編年文書
- 『大日本古文書 巻之1』1901年。
- 『大日本古文書 巻之2』1901年。
- 『大日本古文書 巻之3』1902年。
- 『大日本古文書 巻之4』1903年。
- 『大日本古文書 巻之5』1903年。
- 『大日本古文書 巻之6』1904年。
- 『大日本古文書 巻之7(追加1)』1907年。
- 『大日本古文書 巻之8(追加2)』1911年。
- 『大日本古文書 巻之9(追加3)』1914年。
- 『大日本古文書 巻之10(追加4)』1915年。
- 『大日本古文書 巻之11(追加5)』1917年。
- 『大日本古文書 巻之12(追加6)』1918年。
- 『大日本古文書 巻之13(追加7)』1920年。
- 『大日本古文書 巻之14(追加8)』1921年。
- 『大日本古文書 巻之15(追加9)』1922年。
- 『大日本古文書 巻之16(追加10)』1927年。
- 『大日本古文書 巻之17(追加11)』1927年。
- 『大日本古文書 巻之18(追加12)』1929年。
- 『大日本古文書 巻之19(追加13)』1930年。
- 『大日本古文書 巻之20(追加14)』1933年。
- 『大日本古文書 巻之21(追加15)』1935年。
- 『大日本古文書 巻之22(追加16)』1936年。
- 『大日本古文書 巻之23(追加17)』1937年。
- 『大日本古文書 巻之24(補遺1)』1939年。
- 『大日本古文書 巻之25(補遺2)』1940年。

## 家わけ文書の内容
※「家わけ文書」の構成内容は次の通り。
※印は国会図書館デジタルコレクションの閲覧が館内に限定されているもの。
- 第1巻、高野山文書、8冊 
  - 『高野山文書之1』。※
  - 『高野山文書之2』。※
  - 『高野山文書之3』。※
  - 『高野山文書之4』。※
  - 『高野山文書之5』。※
  - 『高野山文書之6』。※
  - 『高野山文書之7』。※
  - 『高野山文書之8』。※
- 第2巻、浅野家文書、1冊
- 第3巻、伊達家文書、10冊 
  - 『伊達家文書之1』。
  - 『伊達家文書之2』。
  - 『伊達家文書之3』。
  - 『伊達家文書之4』。
  - 『伊達家文書之5』。
  - 『伊達家文書之6』。
  - 『伊達家文書之7』。
  - 『伊達家文書之8』。
  - 『伊達家文書之9』。
  - 『伊達家文書之10』。
- 第4巻、石清水文書、6冊
- 第5巻、相良家文書、2冊
- 第6巻、観心寺文書、1冊
- 第7巻、金剛寺文書、1冊
- 第8巻、毛利家文書、4冊
- 第9巻、吉川家文書、3冊
- 第10巻、東寺文書、19冊　続刊中
  - 『東寺文書之1』。
  - 『東寺文書之2』。
  - 『東寺文書之3』。
  - 『東寺文書之4』。
  - 『東寺文書之5』。
  - 『東寺文書之6』。
  - 『東寺文書之7』。※
  - 『東寺文書之8』。※
  - 『東寺文書之9』。※
  - 『東寺文書之10』。※
  - 『東寺文書之11』。※
  - 『東寺文書之12』。
  - 『東寺文書之13』。
  - 『東寺文書之14』。
  - 『東寺文書之15』。
  - 『東寺文書之16』。
  - 『東寺文書之17』。
  - 『東寺文書之18』。
  - 『東寺文書之19』。
- 第11巻、小早川家文書、2冊
- 第12巻、上杉家文書、3冊
- 第13巻、阿蘇文書、3冊
- 第14巻、熊谷家文書、三浦家文書、平賀家文書、1冊
- 第15巻、山内首藤家文書、1冊
- 第16巻、島津家文書、5冊　続刊中
- 第17巻、大徳寺文書、14冊 
  - 別集、真珠庵文書、8冊　続刊中
- 第18巻、東大寺文書、22冊　続刊中 
  - 別集、東京大学所蔵文書、1冊
- 第19巻、醍醐寺文書、16冊　続刊中 
  - 別集、満濟准后日記紙背文書、3冊
- 第20巻、東福寺文書、5冊
- 第21巻、蜷川家文書、6冊
- 第22巻、益田家文書、4冊　続刊中

## 幕末外国関係文書
※印は国会図書館デジタルコレクションの閲覧が館内に限定されているもの。
- 『大日本古文書 幕末外国関係文書之1』。（嘉永6年6月～同年7月）※
- 『大日本古文書 幕末外国関係文書之2』。（嘉永6年8月～同年9月）※
- 『大日本古文書 幕末外国関係文書之3』。（嘉永6年10月～同年12月）※
- 『大日本古文書 幕末外国関係文書之4』。（安政元年正月）※
- 『大日本古文書 幕末外国関係文書之5』。（安政元年2月～同年三月）
- 『大日本古文書 幕末外国関係文書之6』。（安政元年四月～同年6月）
- 『大日本古文書 幕末外国関係文書之7』。（安政元年7月～同年9月）
- 『大日本古文書 幕末外国関係文書之8』。（安政元年10月～同年12月）
- 『大日本古文書 幕末外国関係文書之9』。（安政2年正月～同年三月上旬）
- 『大日本古文書 幕末外国関係文書之10』。（安政2年3月中旬～同年4月中旬）
- 『大日本古文書 幕末外国関係文書之11』。（安政2年4月中旬～同年5月下旬）
- 『大日本古文書 幕末外国関係文書之12』。（安政2年6月上旬～同年9月上旬）
- 『大日本古文書 幕末外国関係文書之13』。（安政2年9月中旬～同三年2月下旬）
- 『大日本古文書 幕末外国関係文書之14』。（安政三年三月～同年8月）
- 『大日本古文書 幕末外国関係文書之15』。（安政3年9月～同4年4月）
- 『大日本古文書 幕末外国関係文書之16』。（安政4年5月～同年7月中旬）
- 『大日本古文書 幕末外国関係文書之17』。（安政4年7月下旬～同年9月）
- 『大日本古文書 幕末外国関係文書之18』。（安政4年10月～同年1月）2
- 『大日本古文書 幕末外国関係文書之19』。（安政5年正月～同年4月上旬）
- 『大日本古文書 幕末外国関係文書之20』。（安政5年4月中旬～同年7月）
- 『大日本古文書 幕末外国関係文書之21』。（安政5年8月～同年12月）
- 『大日本古文書 幕末外国関係文書之22』。（安政6年正月～同年三月）
- 『大日本古文書 幕末外国関係文書之23』。（安政6年4月～同年6月）※
- 『大日本古文書 幕末外国関係文書之24』。（安政6年6月～同年7月）※
- 『大日本古文書 幕末外国関係文書之25』。（安政6年7月～同年8月）※
- 『大日本古文書 幕末外国関係文書之26』。（安政6年8月）※
- 『大日本古文書 幕末外国関係文書之27』。（安政6年9月）※
- 『大日本古文書 幕末外国関係文書之28』。（安政6年10月）※
- 『大日本古文書 幕末外国関係文書之29』。（安政6年10月～同年11月）※
- 『大日本古文書 幕末外国関係文書之30』。（安政6年11月）※
- 『大日本古文書 幕末外国関係文書之31』。（安政6年11月～同年12月）※
- 『大日本古文書 幕末外国関係文書之32』。（安政6年12月）※
- 『大日本古文書 幕末外国関係文書之33』。（安政6年12月）※
- 『大日本古文書 幕末外国関係文書之34』。（万延元年正月）※
- 『大日本古文書 幕末外国関係文書之35』。（万延元年2月）※
- 『大日本古文書 幕末外国関係文書之36』。（万延元年2月）※
- 『大日本古文書 幕末外国関係文書之37』。（万延元年3月）※
- 『大日本古文書 幕末外国関係文書之38』。（万延元年3月）※
- 『大日本古文書 幕末外国関係文書之39』。（万延元年閏3月～同年4月）※
- 『大日本古文書 幕末外国関係文書之40』。（万延元年5月～同年6月）※
- 『大日本古文書 幕末外国関係文書之41』。（万延元年7月～同年8月）※
- 『大日本古文書 幕末外国関係文書之42』。（万延元年9月1日～同年10月5日）※
- 『大日本古文書 幕末外国関係文書之43』。（万延元年10月6日～同年10月晦日）※
- 『大日本古文書 幕末外国関係文書之44』。（万延元年11月1日～同年11月20日）※
- 『大日本古文書 幕末外国関係文書之45』。（万延元年11月21日～同年12月13日）※
- 『大日本古文書 幕末外国関係文書之46』。（萬延元年12月）※
- 『大日本古文書 幕末外国関係文書之47』。（文久元年正月）※
- 『大日本古文書 幕末外国関係文書之48』。
- 『大日本古文書 幕末外国関係文書之49』。
- 『大日本古文書 幕末外国関係文書之50』。
- 『大日本古文書 幕末外国関係文書之51』。
- 『大日本古文書 幕末外国関係文書 附録之1』。
- 『大日本古文書 幕末外国関係文書  附録之2』。
- 『大日本古文書 幕末外国関係文書  附録之3』。
- 『大日本古文書 幕末外国関係文書  附録之4』。※
- 『大日本古文書 幕末外国関係文書  附録之5』。※
- 『大日本古文書 幕末外国関係文書  附録之6』。※
- 『大日本古文書 幕末外国関係文書  附録之7』。※